# Mitsubishi PX33
La Mitsubishi PX33 è una grossa torpedo a trazione integrale prodotta in pochi esemplari dall'azienda giapponese Mitsubishi negli anni trenta.
La PX33 fu studiata per soddisfare le richieste dell'esercito Giapponese, il quale voleva una vettura per ricognizione in grado di muoversi con agilità su terreni difficili. 
La Mitsubishi propose una vettura che era la prima in Giappone ad avere la trazione integrale. Era stata progettata con motore Diesel a 6 cilindri, 4390 cm³ e 70 CV di potenza: si trattava del primo motore Diesel su un'auto per passeggeri.
I pochissimi esemplari costruiti vennero usati dai comandi dei corpi di spedizione nipponici durante la Seconda guerra sino-giapponese in Cina e Manciuria, e tutti andarono persi.

## Replica

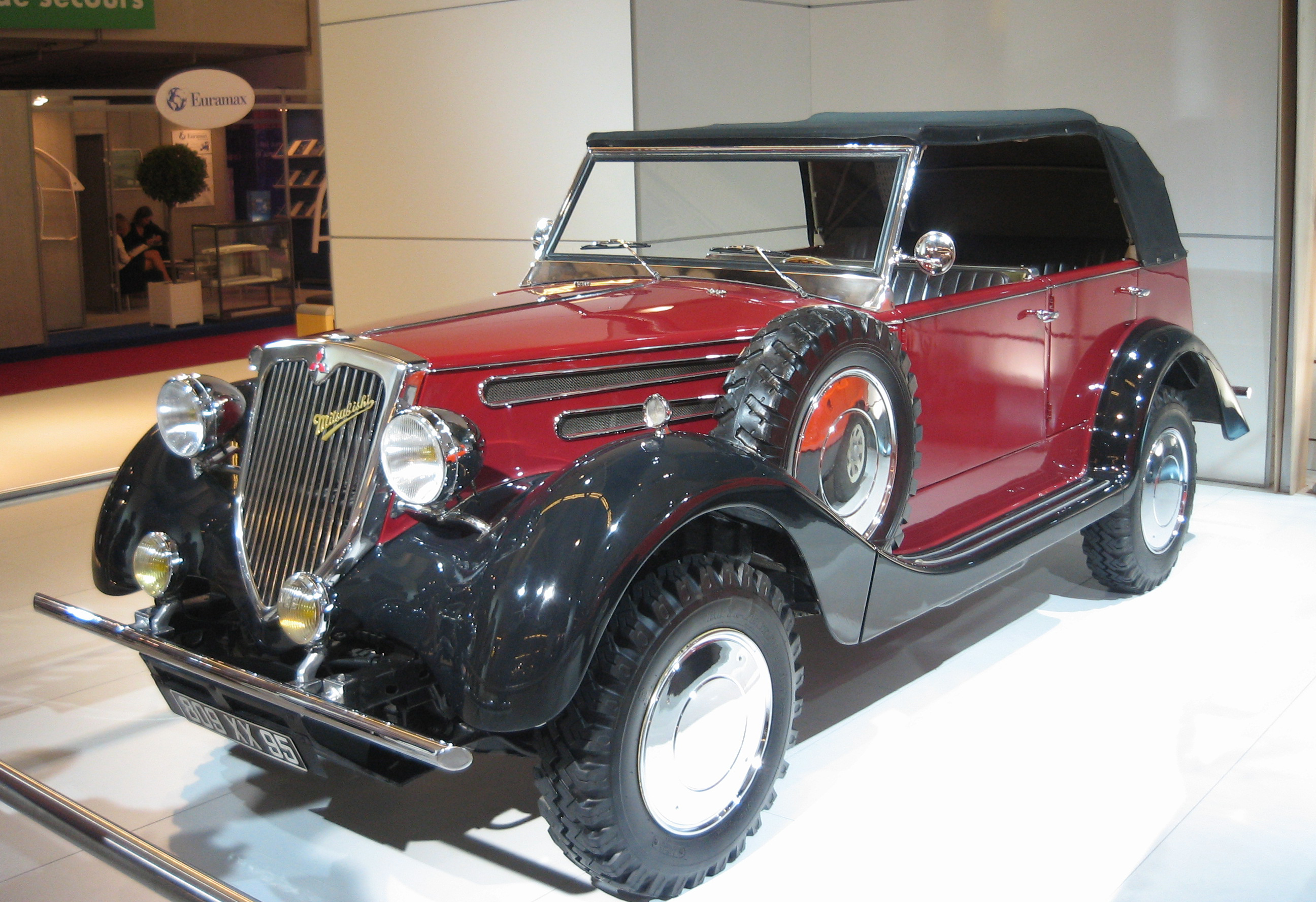
Replica realizzata da Sonauto

Nel 1988 venne realizzata una replica dalla Sonauto (l'importatore francese della Mitsubishi) e la Ralliart.
Ha una carrozzeria in pannelli d'acciaio, Kevlar e fibra di vetro montata sul telaio della Pajero a passo lungo. Il motore era il 2.6 L a benzina con turbo e intercooler da 250 CV. 
Inizialmente fu prodotta in esemplare unico per partecipare alla Parigi-Dakar, però suscitò subito un grande interesse da parte della casa madre che ne commissionò altri esemplari, con vari colori. Fu portata nelle piste della Parigi-Dakar del 1989 con una livrea turchese.